# Katerine Duska
Katerine Duska, född 6 november 1989 i Montreal, är en grekisk-kanadensisk sångerska och låtskrivare. Hon representerade Grekland i Eurovision Song Contest 2019 med låten "Better Love" som släpptes den 6 mars 2019.
Hon släppte sitt debutalbum 2015 med titeln Embodiment.